# Carl Fredrik Hallencreutz
Carl Fredrik Hallencreutz, född 6 maj 1934 i Håsjö, död 18 mars 2001 i Gamla Uppsala, var en svensk teolog och professor i missionsvetenskap.
Hallencreutz var son till kontraktsprosten Percy Hallencreutz och Ingrid Andersson. Han blev teologie kandidat vid Uppsala universitet 1960, teologie licentiat 1964 och teologie doktor och docent i kyrkohistoria med missionshistoria 1966. År 1967 prästvigdes han. Hallencreutz utnämndes till professor i missionsvetenskap vid Uppsala universitet 1976. Han var även verksam vid Zimbabwes universitet från 1985 till 1987. Hallencreutz valdes till ledamot av Kungliga Vitterhets Historie och Antikvitets Akademien 1990. Under sina sista år arbetade han på en biografi över ärkebiskop Yngve Brilioth och dagen då han dog skulle han ha föreläst om honom i Uppsala. Hallencreutz är begravd på Uppsala gamla kyrkogård.